# 埃迪·格里芬
埃迪·贾马尔·格里芬（英語：Eddie Jamaal Griffin，1982年5月30日—2007年8月17日），美国职业篮球运动员。

## 大学时期
格里芬出生于费城，在高中时即展露出惊人的天赋，2000年进入塞顿·霍尔大学（Seton Hall）后在NCAA中每场拿下17.8分，10.7个篮板球和4.4个盖帽，一度曾被认为是次年NBA选秀状元热门之一。但是在次年1月，格里芬因为不明原因同队友打架，此后决意离开学校，塞顿·霍尔大学校队的成绩随之一落千丈。

## NBA生涯
受打架事件的影响，在2001年NBA选秀中，格里芬在第1轮第7顺位被新泽西网队选中，随即被送往休斯敦火箭队以换取杰森·科林斯、布兰登·阿姆斯特朗和理查德·杰弗逊。在第一个赛季中，格里芬出场73次，其中24次先发，平均每场8.8分，5.7个篮板和1.84个盖帽（列全联盟第13位），入选了新秀二队。
但是，从2002-2003赛季开始，格里芬陷入酗酒问题，由于缺席训练和与队友打架，火箭队在2003年年底将格里芬开除出队。新泽西网队收留了格里芬，但是在戒酒中心度过一年后，新泽西网队还是放弃了他。
2004年，明尼苏达森林狼队签下了格里芬，并在次年为他提供了一份3年合同。但是格里芬在森林狼队中并没有太多进步，除了盖帽数达到了职业生涯最高的2.11个外，其得分和篮板数均急剧下滑。2007年3月，森林狼队宣布与格里芬解约。

## 车祸身亡
2007年8月17日凌晨1点30分左右，格里芬在休斯敦驾驶一辆SUV强行穿越一个火车道口，结果与通过的货运火车相撞，汽车在大火中烧毁。22日，休斯敦警方宣布根据牙齿的比对结果，确认格里芬即是死者。
格里芬留下一女Amaree，事发时年仅三岁
。